# Prix France-Liban
 (janvier 2020).
Le prix France-Liban est un prix littéraire décerné par l’Association des écrivains de langue française (ADELF) depuis 1980. Il distingue chaque année un écrivain libanais de langue française ou un écrivain français dont le sujet de l’ouvrage porte sur le Liban. L'ADELF est reconnue d'utilité publique depuis le 19 juillet 1952. Son but est de « promouvoir l’œuvre des écrivains qui, à travers le monde, s’expriment en français ».   

## Quelques lauréats du prix
- 1981 : Hors concours Adel Ismail, pour l’ensemble de son œuvre.
- 1986 : Amin Maalouf Léon l'Africain,  JC Lattès.
- 1990 : Andrée Chedid.
- 1990 : Jacques Nassif.
- 1996 : Ghassan Salamé.
- 2007 : Hyam Yared L'Armoire des ombres, Sabine Wespieser.
- 2016 : Charif Majdalani Villa des femmes, Seuil.
- 2017 : Lamia Ziadé, Ma très grande mélancolie arabe, P.O.L.[3].
- 2018 : Yasmine Ghata, Le Calame noir, Robert Laffont et Diane Mazloum, L’Âge d’or, JC Lattès.
- 2019 : Camille Ammoun, Ougarit, Éditions Inculte[4].
- 2020 : Dima Abdallah, Mauvaises herbes, Sabine Wespieser[5].
- 2021 : Fouad El Etr, En Mémoire d’une saison de pluie, Gallimard[6].
- 2022 : Selim Nassib, Le Tumulte, L'Olivier[7].
- 2023 : Oliver Rohe, Chant Balnéaire, Allia [8].
- 2024 : Marwan Chahine, Beyrouth, 13 avril 1975 : autopsie d'une étincelle, Belfond[9].

## Sources
Association des Écrivains de Langue Française (ADELF)